# St. Nikolaus und Katharina (Steinach)
Die römisch-katholische Kirche St. Nikolaus und Katharina ist die Pfarrkirche von Steinach, einem Ortsteil des Marktes Bad Bocklet im unterfränkischen Landkreis Bad Kissingen. Sie gehört zu den Baudenkmälern von Bad Bocklet und ist unter der Nr. D-6-72-112-77 in der Bayerischen Denkmalliste registriert. Steinach ist ein Teil der Pfarreiengemeinschaft „Heiliges Kreuz“ Bad Bocklet.

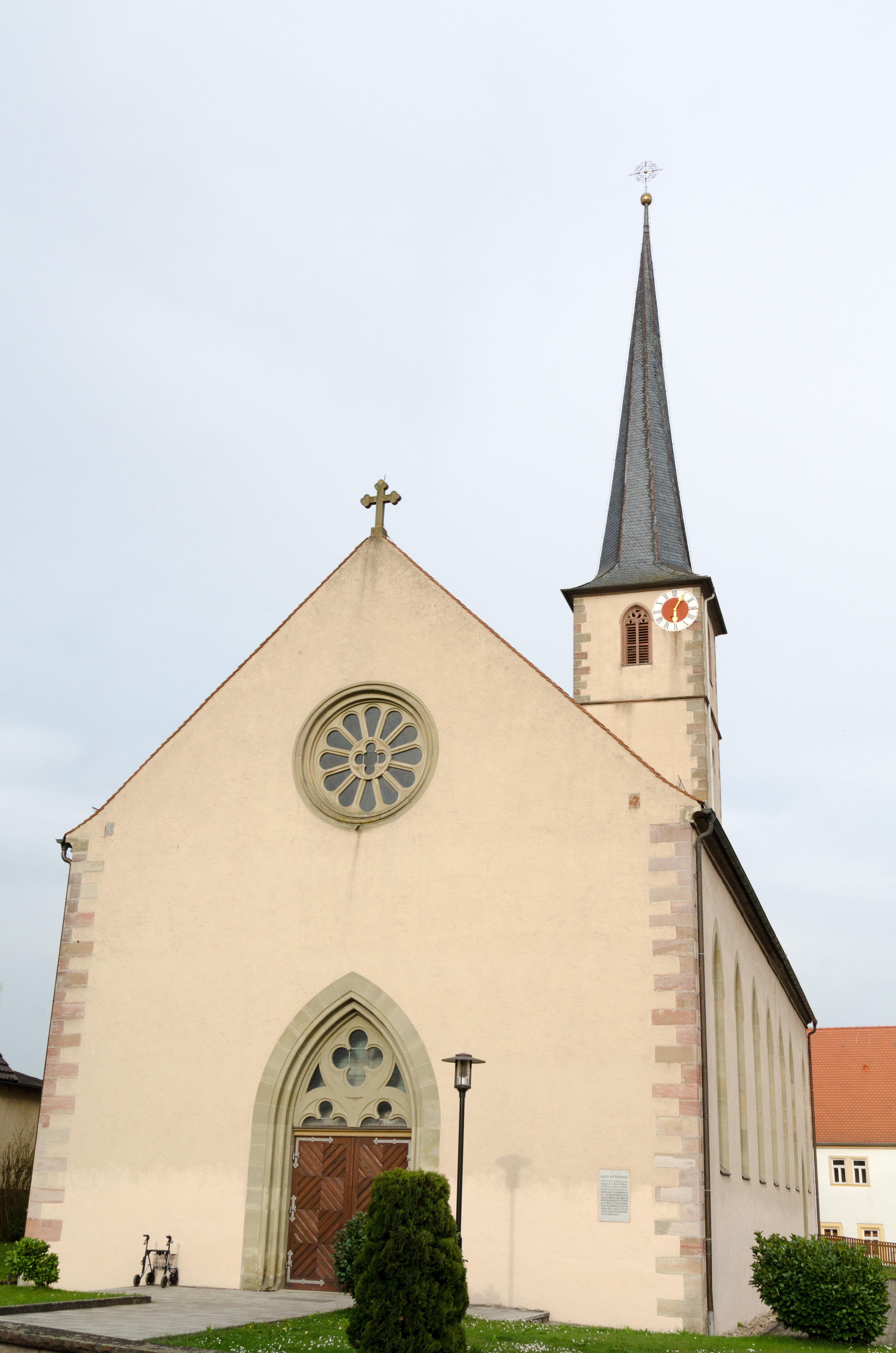
Die Pfarrkirche St. Nikolaus und Katharina in Steinach

## Geschichte
Die Pfarrei Steinach gehörte ursprünglich zur Urpfarrei Brend. Die heutige Kirche wurde an der Stelle eines Vorgängerbaues im Jahr 1860 erbaut. Von der alten Kirche ist der spätgotische Kirchturm noch erhalten.
Bei verschiedenen Kirchenrenovierungen im 19. und 20. Jahrhundert ging alter Kirchenschmuck verloren, so zum Beispiel die historischen Malereien des „Letzten Gerichts“ an der Frontwand vor dem Chor, die Kanzel von 1620, der Hochaltar und die Seitenaltäre. Das gotische Sakramentshäuschen der Herren von Bibra befindet sich seit 1872 im Bayerischen Nationalmuseum München. Allein der Riemenschneider-Kruzifixus überstand die königlich-bayerischen Staatsraubzüge im fränkischen Kultur- und Kirchenbesitz in Steinach, da er den königlich-bayerischen Staatsbeamten nicht als Kunstwerk erschien.
Im Jahr 1945 wurde die Kirche schwer beschädigt und musste wieder aufgebaut werden.

## Beschreibung

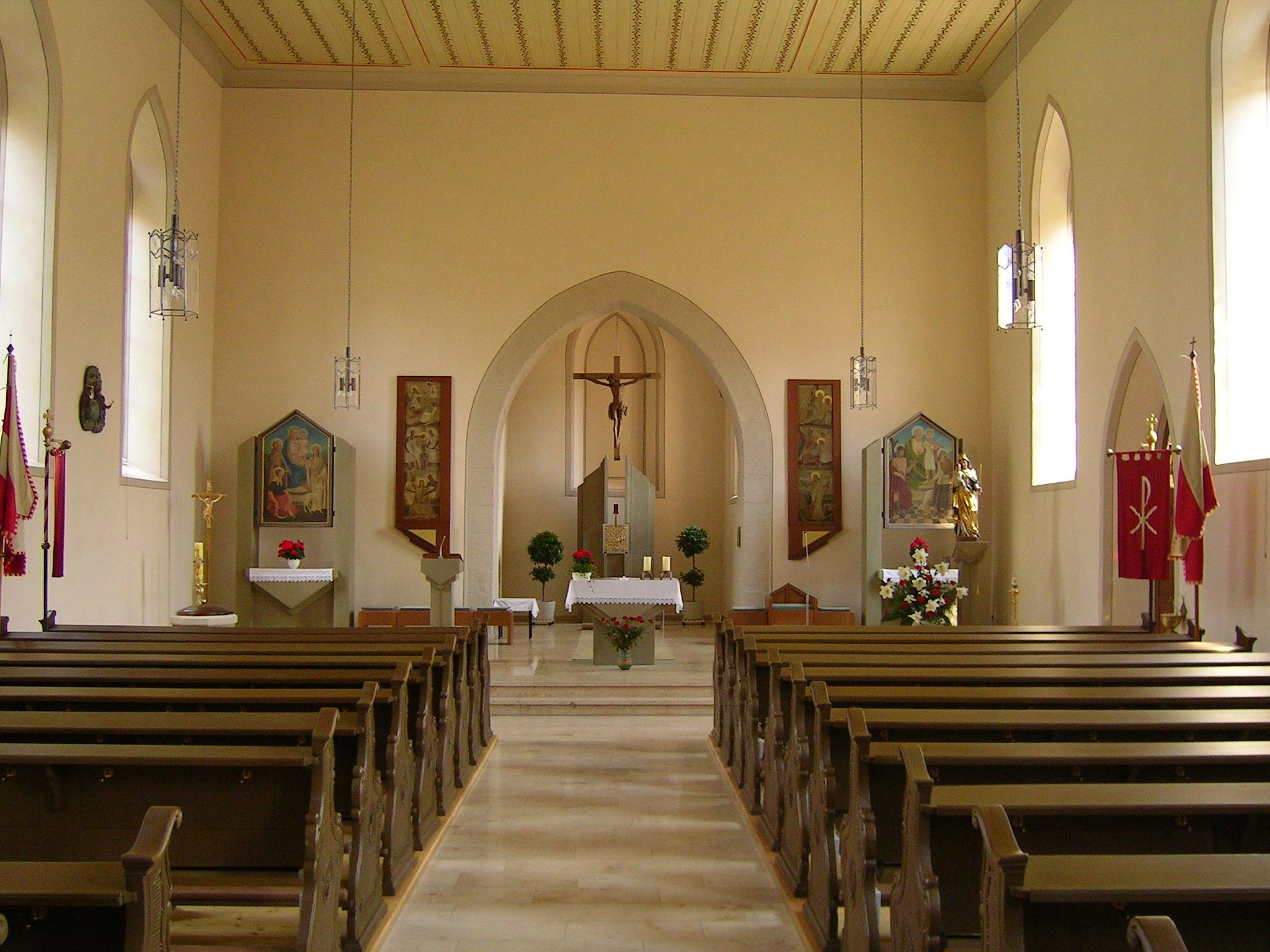
Inneres der Pfarrkirche

Der schlanke östliche Chorturm ist ein Julius-Echter-Turm mit spitzbogigen Schallfenstern. Der Chorraum im Erdgeschoss hat ein Kreuzrippengewölbe und zwei Fenster. Das flachgedeckte Langhaus besitzt sechs Fensterachsen. Die Fenster der Kirche sind spitzbogig mit Maßwerk. Die Westfassade des Langhauses ist über dem Portal mit einer Rosette versehen.

## Ausstattung

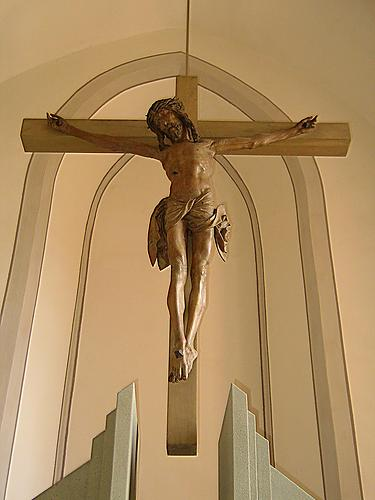
Holzkruzifix über dem Allerheiligsten im Chorraum

Eine besondere Kostbarkeit neben einem spätgotischen Taufstein und dem Opferstock ist das Holzkruzifix von Tilman Riemenschneider aus dem Jahre 1516.
Die übrige Ausstattung der Kirche, insbesondere die Altäre, ist neuzeitlich. Der rechte Seitenaltar enthält ein Bild des heiligen Josef mit Kind und der Heiligen Sebastian und Wendelin. Am linken Seitenaltar ist die heilige Maria, ebenfalls mit Kind, und die Heiligen Katharina und Notburga dargestellt.
Im Kirchturm hängen drei Glocken mit den Tönen f′ − a′ − c″.